# ザ・トイズ (アメリカ合衆国のガール・グループ)
ザ・トイズ (The Toys) は、アメリカ合衆国のポップ・ガール・グループ。ニューヨーク市クイーンズ区のジャマイカ地区で1961年に結成され、1968年に解散した。

## 経歴
ザ・トイズは、芸能事務所を運営していたヴィンス・マーク (Vince Marc) によって発掘され、ソングライター・チームのサンディ・リンザー&デニー・ランドル (Sandy Linzer and Denny Randell) に紹介された。リンザーとランドルは、Billboard Hot 100では最高2位を記録したヒット・シングル「ラヴァーズ・コンチェルト」を含め、ザ・トイズが録音した曲のほとんどを作詞作曲し、さらに彼女たちが1965年から1966年にかけて録音を残した、ボブ・クルー (Bob Crewe) のレコードレーベルであるダイノヴォイス・レコード (DynoVoice Records) の作品については、プロデュースも手がけた。このシングル盤は、全世界で200万枚以上を売り上げ、1965年にアメリカレコード協会 (R.I.A.A.) からゴールドディスクに認定された。ザ・トイズの最初の全米ツアーをジーン・ピットニーと一緒に回った。
1967年、ザ・トイズはレーベルとマネージャーを変えたが、その後はマイナーなシングル盤（ブライアン・ハイランド (Brian Hyland) の「涙のくちづけ (Sealed with a Kiss)」のカバー）を1枚発表しただけで、解散した。
ザ・トイズは、『Shindig!』『Hullabaloo』『American Bandstand』など、当時のロック音楽系のテレビ番組の多くに出演した。彼女たちは、1967年の海辺を舞台にしたコメディ音楽映画『It's a Bikini World』にカメオ出演している。

## メンバー
メンバーは3人であった。
- バーバラ・ハリス（Barbara Harris、1945年8月18日 - ）- ノースカロライナ州エリザベスシティ生まれ。ほとんどの曲でリードをとる。
- バーバラ・パリット（Barbara Parritt、1944年10月1日 - ）-  ノースカロライナ州ウィルミントン生まれ。
- ジューン・モンティエロ（June Montiero、1946年7月1日 - ）-  ニューヨーク市クイーンズ区生まれ。

## ディスコグラフィ

### アルバム
- 『シング “ア・ラヴァーズ・コンチェルト” アンド “アタック!”』 - The Toys Sing "A Lover's Concerto" and "Attack!" (1966年) ※全米アルバム・チャート Billboard 200 92位、Billboard Black Albums 9位。CD盤は1994年にボーナス・トラック2曲を追加してリリースされた。

### シングル
全米チャートの順位は、別記のない限り Billboard Hot 100 による。
- 「ラバーズ・コンチェルト」 - "A Lover's Concerto" (1965年) ※全米2位、全英5位[4]
- "Attack!" (1966年) ※全米18位、全英36位[4]
- "Baby Toys" (1966年) ※全米76位
- "Silver Spoon" (1966年) ※全米111位
- "May My Heart Be Cast into Stone" (1966年) ※全米85位
- "Sealed with a Kiss" (1968年) ※全米112位、U.S. R&B 43位